# Darko Perić
Darko Perić (Kladovo, Serbia; 25 de marzo de 1977) es un actor serbio. Perić es conocido principalmente por el papel de Helsinki en la serie española La casa de papel.

## Biografía y carrera
Nació en Kladovo en 1977, cuando Serbia formaba parte de la RFS de Yugoslavia. Desde joven mostró interés por las artes escénicas, y con catorce años estuvo a punto de mudarse a Zagreb para estudiar animación. Sin embargo, sus planes se vieron frustrados por el estallido de las guerras yugoslavas; logró escapar del conflicto porque pudo marcharse a Bucarest (Rumanía) para estudiar veterinaria, y durante ese tiempo lo compaginó con algunas participaciones en obras teatrales y cortometrajes.
Entre 1994 y 2000 estuvo residiendo en Timișoara, donde completó sus estudios de medicina veterinaria e hizo sus primeros cursos de interpretación. Después se mudó a Berlín para involucrarse en la escena artística alternativa de la capital alemana, participando en cortometrajes, compañías de teatro e incluso conciertos de hardcore punk.
En 2004 se trasladó a Barcelona, España, para profundizar en sus estudios de interpretación, después de haber visitado la ciudad con un grupo de artistas alemanes durante una gira. Sus primeros papeles fueron como secundario en producciones de TV3, hasta que en 2010 tuvo su primer papel en una serie nacional: Crematorio en Canal+. A partir de ese momento se establece definitivamente en la capital catalana y continúa trabajando en diversas producciones españolas, desde series de televisión hasta largometrajes. 
En 2015 actuó en Un día perfecto, dirigida por Fernando León de Aranoa con Benicio del Toro, Tim Robbins y Olga Kurylenko. Al año siguiente debutó en Mar de plástico de Antena 3 donde interpretó a Oso, un gánster ucraniano y principal antagonista de la serie.
Su papel más importante llegó en 2017 con la serie La casa de papel, donde interpretaría al ladrón Helsinki. Creada por Álex Pina, la serie fue producida originalmente por Atresmedia hasta 2018, cuando Netflix adquirió los derechos de distribución a nivel mundial. Actualmente forma parte del elenco en las cinco temporadas lanzadas.

## Vida personal
Perić es políglota: habla con fluidez serbio, rumano, inglés, italiano, español y catalán. Una de sus mayores aficiones es el baloncesto.

## Filmografía

### Series de televisión
| Año         | Título                   | Personaje               | Cadena             | Datos                  |
| ----------- | ------------------------ | ----------------------- | ------------------ | ---------------------- |
| 2008        | 13 anys i un dia         |                         | TV3                | 1 episodio             |
| 2008        | El cor de la ciutat      | Home Vicky 1            | TV3                | 1 episodio             |
| 2011        | Crematorio               |                         | Canal+             | 3 episodios            |
| 2012        | Kubala, Moreno i Manchón | TV3                     | 1 episodio         |                        |
| 2014        | Aída                     | Telecinco               | 1 episodio         |                        |
| 2014        | La que se avecina        | Telecinco               | 1 episodio         | Vigilante de seguridad |
| 2014 - 2015 | B&b, de boca en boca     | Telecinco               | Serbio             | 2 episodios            |
| 2015        | Águila Roja              |                         | TVE                | 1 episodio             |
| 2016        | Buscando el norte        | Antena 3                |                    | 1 episodio             |
| 2016        | Mar de plástico          | Antena 3                | Oso                | 4 episodios            |
| 2017        | El crac                  |                         | TV3                | 1 episodio             |
| 2017        | Sé quién eres            | Preso cantina           | Telecinco          | 1 episodio             |
| 2017 - 2021 | La casa de papel         | Mirko Dragić «Helsinki» | Antena 3 / Netflix | 41 episodios           |
| 2018        | La verdad                | Mijael Varanov          | Telecinco          | 2 episodios            |

### Películas
| Año  | Título          | Personaje        | Datos |
| ---- | --------------- | ---------------- | ----- |
| 2015 | Un día perfecto | Vendedor de agua |       |